# Draba pulchella
Draba pulchella là một loài thực vật có hoa trong họ Cải. Loài này được Willd. ex DC. mô tả khoa học đầu tiên năm 1821.